# Seznam francoskih generalov
Seznam francoskih generalov.

## A
François-Joseph Abadié - Maurice-Jean-Joseph Abadié - Henri-Marie-Charles Adeline - Augustin-Marcelin Agliany - Armand, duc d'Aiguillon - Auguste Alaurent - Marcel-Jean-Marie Alessandri - Antoine-Dominique-Frédéric Aliotti - Aimable-Adrien-Fernand Allemandet - Pierre-Paul-Etienne Alombert-Goget - Felix-René Altmayer - Marie-Robert Altmayer - Albert Gerard Leo D'Amade - Louis Joseph André - Antoine-François Andréossy - Joseph-Charles-Gaëtan Andreï - Lucien-Julien-René André - Paul-Emile Angénot - François Anthoine - Jacques-Albert Apffel - Louis Archinard - Charles-Pierre-Martial Ardant du Picq - Sextius-Pierre Arene - Paul-Hippolyte Arlabosse - Pierre-Georges Arlabosse - Gustave-Marcellin Armingeat - Édouard Joseph Arnaud - Paul-Gabriel Arnaud - Louis Arpajon - Robert-Paul-Emile-Marc-Amédée Astier de Villatte - André-Laurent-Antoine Aubert - Auguste-Pierre Aubert - Marcel-Louis-Marie Aublet - Claude Charles Aubry de La Boucharderie - Sylvestre-Gérard Audet - André-Cyprien-Jean Audille - René Audran - Augustin-Joseph Augé - Jules-Marcel Avre - Joseph-Charles Aymard - Henri-Marie-Joseph Aymes - Georges-Albert Aymé - Marie-Fernand Aymé - Albert-Paul-Joseph Azan - Paul-Jean-Louis Azan - Marie-Paul-François Azaïs

## B
Maurice-Marie-Rodolphe de Bailliencourt dit Courcol - Louis-Ernest-Henri-Robert Bailly - Eugène-Jules-Octave Balourdet - Charles Bapst - Louis Baraguey d'Hilliers - Emile-Marie-Hyacinthe Barazer de Lannurien - Blaise-Henry-Donatien Barbe - Paul-Louis-Arthur Barbe - Marie-Francois-Armand-Roger Barbeyrac de Saint-Maurice - Maurice-Paul-Raoul Barbeyrac de Saint-Maurice - Auguste-Emile Barbier - Louis Baril - Jean-Joseph-Guillaume Barrau - Fernand-Adolphe Barré - Georges-Edmond-Lucien Barré - Robert-Jules-Eugène Barthélémy - Pierre-Jules-André Basse - Georges-Marie Batier - Joseph-Antoine-Jacques-Louis Baudet - Pierre-Marius-Georges Baudet - Jean-Roch-Charles-Numa Baudouin - Jules-Georges-Jacques Baudouin
- Jean-Baptiste-Henri Baurès - Louis-Roger-Joseph de Bazelaire de Boucheporn - Marie-Joseph-Maurice de Bazelaire de Ruppierre - Maurice-Frédéric-Gaëtan Beaufrère - Alexandre de Beauharnais - Eugène de Beauharnais - Georges-Henri-Auguste Beaumont - Emile-Alfred-Ernest Bellani - Charles-Alphonse Bellin dit Blin - Jean-Henri Bercher - Jean-Paul Bergeron - Michel-Albert Bergès - Paul-Emile-Raymond Bergès - Gustave-Amédée Bernard - Joseph-Frédéric-Ange-Désiré Bernard - André Berniquet - Pierre Bernot - Laurent-Maurice Berquet - Jean Berruyer - Jean Berthaut - Henri Mathias Berthelot - Pierre Berthezène - Edouard-Georges Berthomé - Paul-Jean-Léon Bertin-Boussu - Edouard Bertière - Maurice-François-Louis-Raymond Bertran - Henri Gatien Bertrand - René-Gabriel-Henri Bertrand - Charles-Joseph-Georges Bertschi - Fernand-Philippe-Alphonse Besançon - Jean-Joseph-René Besse - Stanislas-Louis-Amédé de Bessey de Contenson - Jean-Pierre-Hector-Marie Bessière - Antoine-Marie-Benoit Besson - Georges-Xavier Betant - Marie Émile Antoine Béthouart - Georges-Jacques-Frédéric Beucler - Pierre-Jules-Emile Beyne - Etienne-Paul-Emile-Marie Beynet - Roger-Henri-Eugène-Philippe Bierre - Jean-Baptiste Billot - Gaston-Henri-Gustave Billotte - Pierre-Armand-Gaston Billotte - Henri-Marie-Auguste Bineau - Roger-Charles-André-Henri Blaizot - Amédée-Ferdinand-Auguste Blanc - Gaston-Samuel Blanc - Jean-Clément Blanc - André-Jean-Marie Blanchard - Georges-Maurice-Jean Blanchard - Maurice-Marie Blanchard - Louis-Emile-Charles-Henri Blin - Darius-Paul Bloch-Dassault - Henri-Désiré-Marie Bodet - Paul-Wilhelm Boell - Edmund-Just-Victor Boichut - Samuel-Louis-Alcide Bois - Théophile-Eugène-Désiré-Marie Bois - Yves-Marie-Jacques-Guillaume de Boisboissel - Robert-Marie-Jules-Camille Boissau - Joseph-Jean-Louis Boissel - Alain de Boissieu - Marcel Bolotto - Napoleon Bonaparte - Auguste Bonavita - Paul-Louis Bondis - Auguste-Léon Bonjour - Marie-Marcel Bonnaissieux - Guillaume Bonnal - Armand-Pierre-Marie Bonnaud - Pierre-Paul Bonnefond - René-Edouard-Joseph Bonnet de la Tour - Etienne Bonnet - Camille-Gustave Bonnin - Henri-Gustave-André Borgnis-Desbordes - Pierre-Louis-André Boris - Jacques-Alfred-Ignace-Marie Bossut - Jules-Marie-Antoine-Joseph Botreau-Roussel - Georges-Edgar Boucher - Jean-Noël-Louis Boucher - Félix-Marie-Etienne Boudet - Jean-Gabriel Bouffet - Gabriel-Marie-Joseph Bougrain - François Bouille - Frédéric Maurice de La Tour d'Auvergne-Bouillon - Georges Boulanger - Guy-Marie-Edouard-Gabriel Boulard de Vaucelles - Jean-Claude-Louis-Victor Bouley - Lucien-Louis Boullé - Charles Denis Bourbaki - Pierre-Joseph Bourcet - François-Robert Bourdeau - Jean-Joseph-Alexandre Bourgeois - Paul-Alexandre-Pierre Bourget - Louis-Ferdinand Bourguignon - Victor Bourret - Joseph-Edouard-Henri-Marie-André Bourély - Marie-Émile-Richard Boutaud de Lavilléon - Henri-Aimé Boutignon - Edmond-Jean Bouvier - Pierre Boyer de Latour du Moulin - Joseph-Eugène-Charles Braconnier - Pierre-Marie Braconnier - Alfred-André Braun - Pierre-Auguste Bravais - Marie-Joseph-Charles-François Brenet - Jean Breuillac - Edmond-Benjamin-Henri Briat - Eugène-Marie-Louis Bridoux - Pierre-Salomon-Isaac Brisac - Paul-Emile Britsch - Georges-Louis-Marie Brocard - Diégo-Charles-Joseph Brosset - Auguste-Marie Brossin de Saint-Didier - Emile-Louis-Gabriel Brown de Colstoun - Albert-Charles-Emile Bruché - Marie-Germain-Christian Bruneau - Edouard-Octave-Jules Brussaux - Charles-Théodore Brécard - Jean-Charles-Constant Brégeault - Louis-Eugène-Fernand Bucheton - Louis-Léon-Marie-André Buisson - Roger Bureau - Eugène-Louis-Joseph-Gabriel Burlot - Adrian-Jules-Gustave Burnol - Maurice-Alphonse-Alfred Burtaire - Dimitrij Petrovič Buturlin - Etienne Bécheras - Louis-Ernest Béjard - Pierre de Bénouville - Louis-Gustave Bérard - Marie-Emil-Antoine Béthouart - Pierre-Louis-Arthur-Marie Béziers-Lafosse - Jules-Antoine Bührer

## C
Pierre-Paul-Jacques Cabotte - Léon-Antoine Cadène - Marie François Auguste de Caffarelli du Falga - Louis Marie de Caffarelli du Falga - Henri-Léon Caillault - André-Lucien Caille - Camille-Hippolyte Caldairou - Jean-Charles-Louis Caldairou - Jean-Jules Alexis Callies - Henri-Alexandre Calvel - Pierre Cambronne - Hubert Camon - Jacques-Marie-Joseph-François Campet - Marcel-Victor-Lucien Camps - Jean Baptiste Camille Canclaux - Augustin Caneri - Lucio Caracciolo - Jean-Jacques Carence - Emile-Jean-Gabriel Carlès - Léon-François-René Carmille - Marcel-Maurice Carpentier - Louis Carrier - Emile-François-Joseph Carré - Georges-Eugène-Alphonse Cartier - Jean-Emile Casanoue - Henri-Frédéric-Paul Casseville - Édouard de Castelnau - Jean-François-Marie-Joseph-Béranger de Curières de Castelnau - Noël-Marie-Joseph-Edouard de Curières de Castelnau - Marcel-Sylvain-Alexandre-Nestor Castex - Georges-Albert-Julien Catroux - Jean-Alexandre-Fritz Cauboue - René Cauquetou - Pierre-Jean-Joseph Causeret - Jacques Marie Eugène Godefroy Cavaignac - Louis-Eugène Cavaignac - Gustave-Bruno-Henri Cavailher - Jean Cazaban - Franck-Jules-Léon Cazanove - Alfred-Maurice Cazaud - Henri-Joseph Cazin - Enrico Cerale - Jacques-Pierre-Michel Chaban-Dalmas - Georges-Jean-Emile-René Chadebec de Lavelade - Claude-Philippe-Armand Chaillet - André-Hubert-Léon Challe - Charles-Jules-Henri Chamagne - Jean Chambarlhac - Jean Étienne Vachier Championnet - Pierre-Louis-Célestin-Michel Champon - Scipion-César-Alexandre-Napoléon Chanal - Joseph-Auguste Chandelier - Henri Chandèze - Nicolas Changarnier - Marie-Jacques-Henri Chanoine - Antoine Chanzy - Edouard-Charles-François Chapouilly - Léon-Jean Chappuis - Jean-Eugène-Marie Charbonneau - Gaëtan-Frédéric-Serge Charbonnier - Marie-Martin-Jean-Alfred de Charry - Paul-Antoine Chassard - Alfred Chastanet - Jacques-Arthur Chatras - Paul-Arthur-Marie Chaudessolle - Lucien-Jean-Baptiste-Isidore Chaulard - Georges-Joseph Chaumet - Ange-Marie-Léon Chauvin - Charles-Joseph Chedeville - Ernest-Victor-Auguste Chevallier - André-Claude Chevillon - Jules-Jean-Baptiste Chiara - Dezydery Chlapowski - Józef Grzegorz Chłopicki - Étienne François de Choiseul - Raymond-Emmanuel-Marie-Siméon Chomel - René-Jean-Charles Chouteau - Louis-Micaëllo-Lucien-Joseph-Claude Ciavaldini - Paul Ciavaldini - Marie-Louis-Emile-Georges Clarion - Charles-Marie-Ludovic-Henry Claveau - Charles-Henri-Constant Clavelin - Jacques Leon Clément-Thomas - Aimé Marie Gaspard de Clermont-Tonnerre - Stanislas de Clermont-Tonnerre - Denis-Marie-Joseph-Félix Clouet des Pesruches - Henri Cobert - René-Marie-Adolphe Coignerai - Louis-Pierre-Alphonse Colbert - Gaspard de Coligny - Jean Colin - Philibert Collet - Maurice-Albert Collette - Marcel Collignon - Maurice-Jules-Marie Collignon - Gaston-Paul Collin - Louis-Antoine Colson - Pierre-Philippe-Marie-Adrien Compain - Charles-Marie Condé - Pierre-Félix Conne - Alfred-Augustin-Paulin-Pierre Conquet - Léon-Albert-Maurice Copin - Jean-Barnard-Marie-Bertrand du Cor de Duprat de Damrémont - Louis-Gustave-Adolphe Coradin - André Georges Corap - André-Georges Corap - Paul-Louis-Malie-Félix Corbel - René-Jean-Divy Corbé - Edgard-Marie-Julien Cornet - Jean-Eugène-Charles Cosson - Jean-Auguste-Velentin Coste - André-Léon-Désiré Costedoat - Charles-Gustave-Eugène-Louis Cot - Ferdinand-Emile-Casimir Coudray - Pierre-Henri-Marie Coudret - Pierre Courboulès - Maurice-Georges-Marie de Courson de la Villeneuve - Edouard-Sylvain Cousse - Louis-Eugène-Benoît-Léon Couvy - Xavier-Marie Cristau - Alphonse-Louis Cruciani - Henri-Joseph-Charles-Marie de Cugnac - Frederic Culmann - Jean-Jacques-Alexandre Cumin - Gaston-Emile-Eugène Cunin - Jean-Adolphe-Léonce Curnier - Léon-Charles-Victor Cussenot - Adam Philippe, Comte de Custine - Marie-Georges Cuénant - Henri-Louis-Léon-Gaspard Cyvoct

## D
Albert-Joseph-Marie-Louis d'Aboville - Angelo d'Ambrosio - André-Marie-Martial d'Anselme - Charles-Henri-Paul d'Arbonneau - Jacques-Marie-Toussaint d'Arras - Calixte-Marie-Paul d'Aurelle de Montmorin de Saint-Hérem - Alain-Bertrand-Marie-Gaston d'Humieres - Gaspard-Henri-Marie-Gaston d'Humieres - Marcel Dagnan - Marius Daille - Albert-Joseph Daine - Pierre Dame - Charles-Joseph Damidaux - Lucien-Edmond Danjean - René-Albert Darde - Achille-Fernand-Hector Dassonville - Ernest-André Daudin - Adrien-Loius Daumas - Marie-Cyrille-Victor Debeney - Marie-Eugène Debeney - Ernest-Jules Debruge - Jules-Philippe-Octave Decamp - Pierre-Nicolas-Louis Decharme - Louis-Léon Dechaux - Jean Deguette - Pierre-Marie-Philippe Dejussieu-Pontcarrel - Honoré-Gustave-Charles Delalande - Marie-Alfred-Louis Delande - Achille-Paul-Théophile Delay - Eugène-Pierre Maurice Deleau - Charles-Georges-Antoine Delestraint - Etienne-Charles-Ferdinand Delhomme - Agathon-Jules-Joseph Deligne - Jules-Marie-Victor Delmas - Joseph-Dominique-Victor-Robert Delmotte - Hermann-Françis-Denis Delsuc - Alexis Joseph Delzons - Louis-Clitus-Honoré Delègue - Louis-Pierre-Henri Demain - Victor Denain - Henri-Fernand Dentz - Jean Deoutte - Jean-Robert Derendinger - Victor Bernard Derrecagaix - Louis Charles Antoine Desaix - Georges Desaleux - Hugues-Marie-Maime-Ernest Deschard - Gaston-Marie-Joseph Desgruelles - Marcel-Emile Deslaurens - Jean-André-Gilbert Desmaroux - Marie-Alphonse-Théodore-René-Adrian Desmazes - Ferdinand Desmazieres - Auguste-Martin Desneux - Florentin-Paul Despas - Octave-Georges-Alexandre Desprez - Raymond-Charles-Emile Desre - Joseph Marie Dessaix - Alain-Robert-Etienne Devaux - Jean-Victor-Adrien Deverre - Paul-Arsène-Gérard Devinck - Henri-Antoine Didelet - Pierre-Désiré-Robert Didio - Andre-Marie-François Dody - Émile-Auguste-Marie Doizelet - Osip Francevič Dolon - Charles-René Donnio - Clément-Marie-Marcel Dornier - Edmond-Lois Dosse - Joseph-Edouard-Aimé Doumenc - Paul-André Doyen - Robert-Henri-Eugène Dromard - Abel-Louis-Joseph Drot - Paul-Eugène-Maurice Drôme - Auguste Dubail - Edmond Dubois-Crancé - René-Paul Dubuisson - Eugène-Georges Ducasse - Pierre Ducasse - Fernand-Raymond-Lucien Duchaussoy - François-Jacques-André Duchemin - Augustin Duché - Moïse-Edouard Duché - Victor-Paul-Auguste Duclos - Camilie-Léon Duffet - Gaston-Constant-Gustave-Adolphe Duffour - Julien-Claude-Marie-Sosthène Dufieux - Jean-Baptiste-François-Paul Dufour - Louis-Joseph Duhautois - Guillaume Philibert Duhesme - François-Léon Duin - Jean-Armand Duluc - Paul-Henri Dumas - Georges-Ernest-Emile Duminy - Paul-Ernest Dumont-Fillon - Maurice-Henri Dumontier - Charles-François Dumouriez - Eugène-Charles Dunoyer de Ségonzac - Edmond-Gustave Dupont - Maurice-Georges-Constant Durand - Pierre-Servais Durand - Geraud Duroc - Amédée Duron - Etienne-Marie-Jacques Duteil - Raymond-Francis Duval

## E
Eugène-Raphaël Echard - Jean L'Echelle - Joseph-Léon Eissautier - Jacob-Raoul El Ghozi - Maurice d'Elbée - Paul-Henri-Romuald Ely - Jean Espagnac - Charles-Marie-Esprit Espinasse - Jean-Baptiste Eugène Estienne - Jean-Marie-Léon Etcheberrigaray

## F
Marie-Bertrand-Alfred Fagalde - Firmin-Philippe-Edouard Fagot - Louis Léon César Faidherbe - Maurice-Emile Falvy - Melchior-Ignace-Pie de Faramond - Louis-Eugène Faucher - Louis-Augustin-Joseph Faury - Ildephonse Fave - Charles-Alexandre Fay - Antoine-Jean Fayet - Gustave Ferrié - Antoine de Pas, Marquis de Feuquières - Isaac Manasses de Pas, Marquis de Feuquieres - Emile-Ange-Marie Fichet - Eugène-Léopold-Albéric Finelle - Jean-Adolphe-Louis-Robert Flavigny - Emile Felix Fleury - Edmond-Gustave-Armand Foiret - Jérôme-Henri-Joseph Foix - Joseph-Vincent-Félix Fonsagrive - Justin-François-Bertrand-Marcel-Angélique-Gustave Fontan - Géraud-Muarice-Marie-Joseph de Fontanges - Louis-Alexandre-Fernand Fortin - Maurice-Victor-Alphonse Foucault - François-Marie-Jacques Fougère - Emile-Fernand Fournier - Henri-Nicholas François - Marcel-Georges François - Marie-Jules-Victor-Léon François - Henry Freydenberg - André-Joseph Fribourg-Blanc - Georges-Joseph Froment - Charles Auguste Frossard - Aubert-Achille-Jules Frère - Edgard-Louis-Marcel Fulcrand - Paul Fédary

## G
Paul-Alphonse-Léon Gaglio -
Emile-Henri Gailliard -
Joseph-Armand-Victor Gain -
Gaston Alexandre Auguste, Marquis de Galliffet -
Marie-Olivier Galmiche -
Maurice-Gustave Gamelin -
Pierre-François-Marie-Joseph Garbay -
Jeanny-Jules-Marcel Garchery -
Paul-Henri-Maurice Garnier -
Jean Gassendi -
Paul-Constant-Amédée Gastey -
Anne-Henri-Melchior-Amédée Gaubert -
Maurice-Henri Gauche -
Fernand-Georges Gaucher -
Charles de Gaulle -
Maurice-Marie-Joseph Gauthier -
Charles-Yriex-Jean-Bernard Gay-Bonnet -
Jacques-Edouard Genevray -
Louis Gentil -
Alphonse-Joseph Georges -
Georges-Louis Germain -
Maxime-Jean-Vincent Germain -
Théodre-Benoit-Honoré-Louis Gest -
Ambrogio Ghilini -
Pierre-Marius-Ernest Gibert -
Victor-Jean-Edmond Gillard -
Louis-Ernest Gillier -
Auguste-Jean Gilliot -
Paul-Camille-Lucien Gilson - 
Gaston Gimpel -
Henri-Honoré Giraud -
Louis-Germain Girol -
Paul-Anne-Joseph-Alexandre Baron Girot de Langlade -
Marie-Charles-Henri de Girval -
Gabriel-Léopold Glück -
Marc-Louis Goby -
Joseph-Charles-Eugène Goetschy -
Joseph-Jean Goislard de Monsabert -
François-Jean-Antonin-Marie-Amédée Gonzalez de Linares -
Denis-Joseph Gouachon -
Paul-Amédée-Marie Goubaux -
Victor-Nicolas Goudot -
Marie-Jean-Georges Goudouneix -
Henri-Joseph-Eugène Gouraud -
Maurice-Joseph-Marie-Eugène Gouraud -
Antoine-Marie-Gabriel Goursolas -
Józef Grabiński -
Pierre-Jean-Raymond Granboulan -
Jacques-Pierre-Louis de Grancey -
Pierre-Paul-Charles Grandsard -
Marie-Camille-Henri Gravellat -
Jean Graziani -
Maurice-Jules-Zacharie Grenet -
Philippe Henri, Comte de Grimoard -
Charles Griveaud - 
Marie-Paul-Vincent Grollemund -
Justin-Paul-Louis Gros -
Jean-Charles-Marie-Joseph Gross -
Jacques Grugier -
Adrien-Pierre-Raymond Gruss - 
Jean-Georges-Henri Grünfelder -
Bertrand du Guesclin -
Alessandro Guidotti -
Guillaume Emmanuel Guignard, vicomte de Saint-Priest -
Marie-Louis-Adolphe Guillaumat -
Augustin-Léon Guillaume -
Georges-Jean Guillebaud -
Alfred-Casimir-Eugène Guillemet -
Jean Guillemont -
Jean-Gaston Guillot -
Léon-Alexis Guiot -
François de Guise -
Jean-Marcel-Robert Guitry -
Roger-Charles-Marcel Guérithault -
René-André Gérin -
Paul-Henry Gérodias

## H
François-Louis-Marie-Victor Haca - Yvan-Charles-Henri Hamant - Henri-Stanislas-Auguste Hanaut - Michel-Alexandre-Maximilien Hanck - Maurice-Eugène-Marcel-Joseph Hanly - Charles-Gustave Hanote - Adolphe Hanoteau - Pierre-Louis-Charles-Constance Hanoteau - Paul-George Happich - Louis-Joseoh-Francis-René Hary - Joseph-Louis-François Hassler - Frédéric-François-Marie Heckenroth - Paul Henrys - Pierre-Joseph Herbillon - Pierre Héring - Frédéric-Georges Herr - Henri-Joseph-Léon Herscher - René de Hesdin - André-Pierre Hillairet - Lazare Hoche - Pierre-Philippe Hornus - Jean-Nicolas Houchard - Louis-Eugène Hubert - René-Pierre-Victor-Auguste Huet - Joseph Léopold Sigisbert Hugo - Georges-André Hugonot - Paul-Charles-Joseph Hugot - Pierre-Augustin Hulin - Georges Louis Humbert - Jacques-Emile-Louis-Léon Humbert - Jean-Louis-Auguste Humbert - Emile-Albert-Léon Humblot - Charles-Léon-Clément Huntziger - François-Napoléon-Henri-Dieudonné Hupel - Louis-Aristide-Alexandre Hurault - Antoine-Jules-Joseph Huré - Edmond-Edouard Husson - Paul-Louis Husson - Jacques-Joseph Husté

## I
Marcel Ihler - François-Joseph-Jean Ingold

## J
Marie-Joseph-Paul-Laurent Jacomet - Henri Jacques - Lucien-Eugène-Paul-Gabriel Jame - Louis-Marie Jamet - Louis-Guillaume-Gaston Janssen - Léon-Célestin Jarillot - André-Pierre-Louis Jaubert - Joseph-Charles-Robert Jeannel - Hippolyte-Maurice-René Jeanpierre - Gaston-Joseph-Clément Jeansotte - Charles-Léon Jenoudet - Auguste-Joseph Jentreau - Jules-Louis-Emile Jolivet - Barthélemy Catherine Joubert - Petrus Jacobus Joubert - Paul Jouffrault - Edmond Jouhaud (1905–1995) - Moïse-Germain-Louis Jousse - Antoine de Juchereau de Saint-Denys - Marius Jugnet - Alphonse Juin - Léon Jullien - Henri-Xavier-Joseph Junquet - Maurice-Charles-Henri-Félicien Jurion

## K
Louis-Lazare Kahn - Amédée-Paul-Georges-Joseph Keime - François-Pierre-Louis Keller - Louis-Marie-Joseph-Ferdinand Keller - François Étienne Kellermann - François-Jean Kergoat - Jean Baptiste Kléber - Albert-Frédéric Klopfenstein - Marie Pierre Kœnig - Marie-Louis Koëltz

## L
Pierre-Jules-André-Marie de La Font Chabert - Amédée Emmanuel François Laharpe - Léon-Benoit de Fornel de La Laurencie - Philippe-Marie-Joseph-Charles de La Pomelie - Paul-Marie-Joseph de La Porte du Theil - Paul-René-François Labat - Guillaume-Francis-Victor Labernadie - Jean Laborde - Henri Lacaille - Jean-Baptiste Lachenaud - Henry-Joseph-Gaston Choderlos de Laclos - Jean-Girard Lacuée - Paul-Maurice Lafeuillade - Charles-Victor-André Laffargue - Marie-François-Joseph Laffon - Cyr-Auguste-Marie-Emile-Henri de Lafond - Michel-Laurent-Marie-Joseph Lafont - Henri-Jean Lafontaine - Louis-Marie Lagadec - Jean Ernest Ducos de Lahitte - Thomas Lally - Jean Maximilien Lamarque - Jean-Marie-Auguste-Félicien Lambert des Cilleuls - Charles de Lambert - Jean Lambert - Charles Malo François Lameth - Christophe Louis Léon Juchault de Lamoricière - Marcel-Charles-Joseph Lamson - Fernand Langle - Hippolyte Langlois - Jean-Léon-Albert Langlois - Louis Alexandre Andrault comte de Langéron - Pierre-Anselme-Léon Lannes-Dehore - Charles Lannoy - Octave-Charles Lanoix - Pierre-Louis-Félix Lanquetot - Carlo Lanza - Charles-Joseph-Marie-André Lançon - Paul-Marie-Henri Laporte - André-Nicolas Larbartrier - Maurice-Constant-Louis Larcer - Elophe-Jean Larcher - Edgard de Larminat - Antoine Charles Louis Lasalle - Georges-Eugène-Joseph Lascroux - Bernard-Alexandre Lassègue - Jean Lattre - Auguste-Marie-Emile Laure - Edmond-Camille-Jean-Baptiste Laurent - Edmond-Joseph-Louis-Jules Laurent - André-Joseph-Marie Lauzanne - Pierre-Cyrille Lavaud - Pierre-Eliezer Lazard - Gilbert-Marie Le Blanc - Paulin-André-Jean Le Bleu - Henri-Pierre-Joseph-Marie Le Bris - Marie-Isidore-Edouard Le Coquiec - Gui-Louis-Ernest Le Couteulx de Caumont - Georges-Ernest-Antoine-Anne Le Diberder - Adolphe Le Flô - François-Antoine Le Hénaff - Henri-Clément-Marie-Charles Le Joindre - Emile-Jules-Pierre Le Loarer - François-Marie-Honoré Le Nôtre - Auguste-Marie-Maurice Le Quintrec - Jean-Baptiste Lechenaud - Angelo Lechi - Giuseppe Lechi - Teodoro Lechi - Philippe Leclerc - Claude Lecomte - Claude Lecourbe - Georges-Joseph-Albert Ledentu - Ferréol-François-Gabriel Lefort - Antoine-Charles Lefèvre - Joseph-Jules-Marie Legendre - Paul-Louis-Victor-Marie Legentilhomme - Albert Lelong - Pierre-Paul Lelong - Gaston-Auguste-Paul Lemière - Emile-René Lemonnier - Paul-Auguste Lemoinne - Fernand-Zacharie-Joseph Lenclud - Louis-Gabriel Lepetit - Fernand-Joseph-Louis Lescanne - Félix-Adolphe-Joseph-Alexandre-Brieuc Lesec - Georges-Eugène Lestien - Albert-Gustave Leveque - Jules Lewal - Georges-Pierre-Joseph Ley - Roger-Alexandre-Louis Leyer - Jacques-Jean-Louis Lhéritier - Emmanuel-Urbain Libaud - Jean-Baptiste Limasset - Henri-Georges Lindner - Marcel Liégeois - Georges-Albert-Edmond Loiseau - Lucien Loizeau - Eugène-Désiré-Marcel Lombard - Henri-Marie-Antoine-François Lorber - Pierre-Marie-Charles de Lorme - Henri-Ernest-Christophe Lortholary - Charles-Paul-Augustin Louchet - Louis II. Condéjski - Maurice-Charles-Gabriel Lucas - Auguste-Eugène Lucien - Albert-Marie-Victor-Louis Léonard de Juvigny - Lucien-Meyer Lévy - René Lévy

## M
Joseph-Abraham-Auguste-Pierre-Edouard Magnan - René-Alphonse-Joseph Magnien - Charles-Raoul Magrin-Vernerey dit Monclar - Albert-Jules Mahaut - Gustave Maignan - Marie-Michel-Gustave-Louis Maillard - Charles-Marius Maille - Henri Mainié - Pierre-Joseph-Félix-Romuald Maisonnet - Paul Maisons - Paul Maistre - Michel Malaguti - Claude François de Malet - Paul-René Malivoire-Filhol de Camas - Philippe G.L. Malivoire-Filhol de Camas - Alfred Malleret-Joinville - Albert-Jean-Baptiste Mallet - Robert-Eugène-Hippolyte-Alexandre Mancier - Charles Mangin - Jean-Louis-Marie-Pouis Manhès - François Marceau - Georges-Pierre-Germain Marchand - Pierre-Alexandre Marchand - René-Léon Marchand - Armand Samuel de Marescot - Jean Margueritte - Augustin Mariaux - Marie-Robert-Guy Marin de Montmarin - Charles-Léonce-Pierre Marion - Marie-Charles-Jean-Baptiste Mariot - Edouard Marque - Pierre-André-Antoine Marquis - Claudius-Eugène Marret-Cleyet - André Marteau - Eduard Martimprey - Arsène-Gérard-Maxime Martin - Henry-Jules-Jean Martin - Julien-François-René Martin - Maurice-Paul-Auguste Martin - Charles-Gabriel-Renaud Massiet - Francois-Antoine-Xavier Massimi - Jean-Georges-Henri Masson Bachasson de Montalivet - Jacques Massu - Charles-Emmanuel Mast - Maurice-Noël-Eugène Mathenet - Adolphe-Charles Mathieu - David Mathieu - Philippe-Paul Matter - Louis Maud'huy - Alfred Maurer - Emile-Dominique-Louis Maurice - Jules-Daniel Maze - Charles-Marie-François-Joseph Mazen - Albert-Raymond Mellier - Marie-Joseph-Edmond Mendras - Henri-Jules-Alexis-Marie Menjaud - Germain-Stanislas-Victor Mennerat - Jacques-François Menou - Charles-Léon-Ferdinand Menu - Jean Mer - Henri-Jules Mercier - Lucien-Léon-Jules-Marie Merlin - Jean-Casimir Merson - Gustave-Marie-Maurice Mesny - Jean-Louis-Laurent Mességué - René-Romain-Marie-Robert Meunier - Benjamin-François-Régis Michel - Delphin-Joseph-Théodore Michel - Louis-Michel-Marie-Joseph Michel - Pierre Michelin - François-Marie-Louis-Romain Michet de la Baume - Paul-Louis-Jean-Marie-Bernard Michet de Varine Bohan - Pierre-Louis-Emile Millous - Sextius Miollis -  Jean Martin Gallevier de Mierry - José Martin Gallevier de Mierry - Georges-Henri-Jean-Baptiste Misserey - Eugene Mittelhauser - Alexandre Michaud de Beauretour - Jean-Baptiste-Emmanuel Molinié - Gabriel Molitor - Amédée-Jean-Joseph-Jules-Stanislas Mollard - Marie-Eugène-Aimé Molle - Henri Monet - Félicien-Alfred-Marie Monginoux - Henri-François-Hubert Monier - Emile-Ernest Monnanteuil - Antoine-Julien-Prosper Monne - Lucien-Emile-Eugène Monniot - Alfred-Marie-Joseph-Louis Montagne - Jean Montalembert - Marc René de Montalembert - Louis Montbrun - Louis Montcalm - Anne-Pierre, marquis de Montesquiou-Fézensac - Charles Tristan, marquis de Montholon - Louis Montigny - Robert-Georges-Henri Morand de la Perrelle - Henri Mordacq - Jean-Joseph-Lucien Mordacq - Eugène Mordant - Jean Moreau - Pierre-Emile-Henri Moreau - Louis-Henri Morel - Georges Morey - Pablo Morillo - Arthur Morin - Charles-Eugène Morin - Louis-Paulin-Charles-Edouard Morisson - Roger-Albert-Firmin Morisson - Louis-Constant Morlière - René-Jacques Mortemart de Boisse - Jean-Louis Morvan - Henri-Zéphir-Clément Mouflard - Daniel-Louis Moulias - Georges-Saint-Ange Moulin - Louis-Albert-Lucien Mourot - Georges-Léon-Gustave Mouton - Auguste-Edouard-Maurice Moyrand - Jean-Paul Mozat - Joseph Murat - Alfred-Emile Mussat - Félix-Joseph Musse - Saint-Cyr-Etienne Mussel - Henri-Roger-Marie Méric de Bellefon - Georges-Gabriel Métrot

## N
André-Eugène Navereau - François Negrier - Charles-Emmanuel de Savoie-Nemours - Henri Nemours - Jacques Nemours - Louis Nemours - François Nevers - Pierre-Léon Nicolet - André-Pierre Nicolle - Henri-Albert Niessel - Gauthier-Léon Niollet - Robert Nivelle - Adrien Maurice de Noailles - Jean Noailles - Marie-Joseph-Louis-Henri Noetinger - Henry de Nogaret de La Valette - Charles Nogues - Charles-Auguste-Paul Noguès - Charles-Jean-Roger Noiret - Louis-Émile Noiret - Jean Nollet - Hector-Louis-Ferdinand Normand - Henri-Marie-Jean Noël du Payrat - Onésime-Paul Noël - Georges-Yves-Marie Nyo

## O
Jean-Frédéric Oehmichen - Joseph-Vital-Paul-Gervais Oger - François-Fernand-Michel Olivie dit Oliva-Rogel - Pierre-Armand-Marie-Robert Olleris - René-Henri Olry - Philibert Orange - Eugenio Orsatelli - Stefano Orsetti - Auguste Adolphe Osmont - René-Joseph-Marie Oudin

## P
Michel Pacthod - Eugène-Henri-Jaques Pagézy - Henry Paixhans - Augustin-Antoine Palasse - Albert-Antoine-Joseph Paloque - Maurice-François-Joseph Paltier - Eugène-Louis-Marie Panescorse - Charles Paquet - François-Louis Paquin - Marcel-Etienne Paris - Henri Parisot - Maurice Parmentier - Maurice-René-Pierre Parvy - Paul Pau - Georges-Eugène Paul - Pierre-Jean-Marie Pegay - Marcel-Elie Pellet - Charles-Eugène-Ladislas-Louis Pellion - Marie-Georges Pelée de Saint-Maurice - Eugène-Henri-Etienne-Auguste Penavayre - Pierre-Charles-Joseph Penel - Florestano Pepe - Guglielmo Pepe - Jean-Louis Pernin - Henri-Gilbert-Antoine Perraud - Louis-Eugène Perretier - Alexandre-Jules-Arsène-Paul Perrignon de Troyes - Jean-Louis-Paul-Marie Petibon - Robert-Marie-Eduardo Petiet - Victor-Eugène-Lucien-Gabriel Petin - Ernest-Emile Petit - Gustave-Antoine Petit - Georges-Jean-Eugène Pfister - Godefroy-Louis Pfister - Louis-Auguste-Julien Philippe - Jean-Jules-Ernest Picard - Lucien-Albert Picard-Claudel - Charles Pichegru - Jules Pichon - Odilon-Léonard-Théophile Picquendar - Marie-Camille-Charles-Raymond Pigeaud - Maurice-Louis-Etienne Pilod - Marie-Joseph-Léonce-Guy Pinon - Guillaume Piobert - Pierre-Emile-Gabriel Piquet - Barthélémy-Joseph-Alexandre Piraud - Lucien-Georges-Emile-Félicien Plisson - Félix-Etienne Pognon - Marie-Nicolas-Paul Poirel - Louis-Jacques-Charles Poirier - Louis-Gustave-Abel Poisot - Jean Étienne Casimir Poitevin de Maureilhan - Louis-Gabriel Pollet de Saint-Férieux - François-Arthur Portzert - Maurice-Alphonse-Joseph-Marie Potet - Raymond-Jules-Emile Poupinel - Marie-Antoine-Arthur-Olivier Poydenot - Fabian-Jean-Louis Pradère - Emile Prat - André-Gaston Prételat - Claude Preval - René-Jacques-Adolphe Prioux - Marie-Henri-Pierre Préaud - Eugène Prévot - Pierre-Raymond Puccinelli - Edmond Puig - Louis Puysegur - Henri-Joseph-Prosper Péchot - Pierre-Étienne de Perier - Germain-Charles-Henri Périer

## Q
Jean-Dominique Quilichini - Charles Quincy - Emile-François Quémener

## R
Fernand-Claude Rabut - Jean-Baptiste-Jacques Raby - Francisque-Célestin Ract-Brancaz - René-Théodre-Marie Ract-Madoux - Etienne Radet - Gerolamo Ramorino - Antoine-Guillaume Rampon - Marie-Henri-Charles Raoux - Léon-Alexandre Rapenne - Jean Rapp - Louis-Philippe-Henri Rausch - Joachim Raymond - Jean Razout - Pierre-Jules-Joseph Rebeu - Bertrand-Charles-Henri-René de Reboul - Jean-Baptiste Verchère de Reffye - Lucien-Antoine Regard - Jean-Charles-Louis Regnault de Premesnil - Jean-Charles-Louis Regnault - Oliver Renault - Gaston-Ernest Renondeau - Edourdo Requin - Marie-Joseph-Barthélemy-Auguste Reverdy - Georges-Marie-Joseph Revers - Jean Reynier - Fernand-Henri-Gabriel Reynoird - Marcel-Auguste Riand - Jean-Maurice Richard - Raymond-Charles-Anatole Richard - Henri-Joseph-Martin Richter - Marcel Rime-Bruneau - Henrich-Camille-Constant-Arthur Rinck - Charles-Eugène Rinderneck - Joseph-Edouard Ringenbach - Jean Ris - Pierre-Louis Rivet - Louis-Albert-Pierre Robert de Saint-Vincent - André-Henri Robert - Georges-Louis-Marie Robert - Marie-Philippe Robinot-Marcy - Eugène-Jules Rochard - Jean-Baptiste-René-François Rochas - Antoine-Auguste Rodes - Joseph Rogniat - Alexandre-Louis-Auguste de Rohan-Chabot - Jaques-Yves-Francois-Bernard Rollot - Emmanuel-Auguste-Abel Ronin - Gaston Roquelaure - Pierre Roques - Giuseppe Rosaroll - Gaston-René-Eugène Roton - Jean-Sylvain-Louis Roubertie - Guillaume-Charles Roucaud - Calixte-Louis-François-Joseph Roussel - Charles-Gustave Rousset - Emile-Jean-André Roux - Henri-Charles-Alfred Roux - Oscar-Auguste Roux - Edmond-Auguste Ruby - Joseph Rulhiere - Paul-Jean Rupied - François Rusca - Edouard-Jean Réquin

## S
Camille-Ange-Gabriel Sabattier - Jean Sahuguet - Jean-Ernest-Anne Sainctavit - Louis Saint-Hilaire - Marie-Joseph-André de Saint-Julien - Léon-Joseph-Louis Saint-Paul de Sinçay - Charles Sainte - Raoul-Albert-Louis Salan - Maurice-Marie Salbert - Camille-Roger Salland - Joseph-Etienne Salvan - Charles-Eugène Sancelme - Pierre Sandrier - Antoine-Joseph Santerre - Marie-Joseph-Gabriel Sarrade - Maurice Sarrail - Aimé-Gabriel-Hilaire-Jehan-Marie Sarrebourse de La Guillonnière - Jean Savary - Barthelemy Scherer - Marie-Joseph-Antoine Schickele - Guy Schlesser - Georges-Auguste Schmidlin - Marie-Côme-Gaston Schmitt - Auguste Schneider - Charles Schomberg - Gaspard Schomberg - Jacques-Fernand Schwartz - Victor-Henri Schweizguth - Théodore-Marcel Sciard - Jean Sebastiani - Henri Segur - Philippe-Paul Segur - Pierre-Henri-Joseph Septans - Léon-Eugène Serant - Raymond Adolphe Séré de Rivières - Maurice-Jean-Marie Serres - Filippo Severoli - Octave Seves - François-Adolphe-Laurent Sevez - Marie-Eugène-Adolphe Sicé - Jean-Georges-Marcel Sigala - Henri-Marie-Albert Signoret - Eugène-Prosper-Joseph Sisteron - Désiré-Louis Sivot - Louis-Raymond-Félix Solier - Albert-Louis Souques - Marie-Charles-Léon Spitz - Charles-Jean-Baptiste Stehlé - Anne-Balthazar Suchet - Louis Suchet - Aimé Sudre - Louis-Henri-Charles-Georges Suffren - Félix-Pierre-Marie Séchet - Adolphe-Pierre-Henri Séron

## T
Fernand-Félix-Annet-Marie Taillardat - Camille Tallard - Léon-Jules-Augustin Tamisier - Louis-Félicien Tardu - Henri-Eugène-Jean Tarrade - Pierre-François-Joseph Tarrit - Pierre-Louis Tasië - Charles-Marte-Jules Tassin - Giulio Tassoni - Gustavé-Léon-Marius Teisseire - Julian-Maurice Tencé - Albert-Emile Tenot - Raymond-Jules-Paul-Henri Tessier - Marie-Joseph-Eugène Testard - Pietro Teulio - Marie-Gustave-Victor-René-Alfred Texier - Auxonne-Marie-Thédose de Thiard - Henri Thiard - Paul Thiebault - Olivier-Charles-Marie Thierry d’Argenlieu - Amédée-Alexandre-Gabriel-Henri Thierry - Charles-Amédée Thiébeauld - François-Emile Thomas - Jean-Gabriel-Edouard Thomas - Henri-Charles Thomassin - Marie-Louis-Paul Théron - Marcel-Jean-Edmond Théry - Jean-Marie-Joseph Tiart - François Tott - Robert-Auguste Touchon - François-Louis Toullec - Paul-Emile Tournoux - Louis Touron - Jean-Benigne-Auguste-Francis Toussaint - Jean-Louis-Alai Touzet du Vigier - Jacques-Marie-Joseph-Edmond-Ignace Trancart - André-Georges-Louis Tranchant - Marcel-Louis-Lucien Trinquand - Pierre-Mathieu Tristani - Louis Trochu - François-Joseph-Marie-Amédée Trolley de Prévaux - René-Jules Troublé - Aimé-Charles-Jean-Félix Trucy - Norbert-Félix-Paul Tuaillon - Louis Turreau - Constant-André Tétevuide

## U
Jean Uhrich

## V
Pétrus-Louis Valentin - René-Raphaël Valette - Gustave-Edouard-Victor Vallat - André-Paul Vallet - Jean-Etienne Valluy - Frédéric Vallée - Maurice-Yves-Séraphin-Joseph Vanlande - Jean Baptiste Vaquette de Gribeauval - Henri-Louis Vary - Claude-Henri Belgrand de Vaubois - Marcel-Augustin Vaucel - Frederic Vaudoncourt - Arsène-Marie-Paul Vauthier - Jean-Emile-Alexis Vautrin - Louis Vendome - Philippe Vendome - Bernard-Pierre Verdier - Joseph-Guillaume Verdier - Joseph-Antoine-Sylvain-Raoul de Verdillac - Bernard-Marie-Alexis Vergez - Emile-Eugène-Gabriel Vergnes - Louis-Jules-Alexis Vergé - Georges-Marie Vermiel du Conchard - Jean-Edouard Verneau - Henri-Jacques-Jean-François de Vernejoul - Henry-François Vernillat - Jean-Marie-Louis Verret - Maurice Viant - Joseph-Louis-Justin Vidal - Aldophe-François Vieillard - Ferdinand-Prosper-Emmanuel-Léon Vieillard - Georges Vignol - Paul-Louis-François Villain - Roger Gaston-Marie-Joseph Villers - Désiré-Pierre-Sylvestre Vincensini - Joseph Vinoy - Fernand Vix - Paul-Adrien Voinier - Jean-Baptiste-François Voisin - Jean-Emile-Loius Véron

## W
Camille Walch - Jules-Henri Watrin - Jean-Charles-Edmond Wattel - Marie-Joseph-Edmond Welvert - Maurice-Arthur-Alphonse Wemaere - Guy-Marie-Ludovic de Werbier d'Antigneul - Maxime Weygand - Marie-Eugène-Bertrand William - Paul-Georges Willigens - Emmanuel Wimpffen - Gustave Worms

## Z
André-Marie Zeller - Henri Zeller - Carlo Zucchi